# Lchashen
Lchashen (en arménien Լճաշեն ; jusqu'en 1946 Ordaklu) est une communauté rurale du marz de Gegharkunik, en Arménie. 
Elle est située sur les bords nord-ouest du lac Sevan et compte 5 031 habitants en 2008.
Le site archéologique de Lchashen est l'un des plus importants d'Arménie associé notamment à la culture Lchashen-Metsamor (Etiuni) (en).

## Histoire
Le peuplement du site remonte au IIIe millénaire av. J.-C.
Le site contient deux « pierres de dragon », dont une excavée dans le contexte unique où cette stèle de basalte, de trois mètres et demi de haut avec l'image d'un bovidé sacrifié, est située au-dessus d'une sépulture datant des XVIIe – XVIe siècle av. J.-C..
Le site archéologique comprend également une colonie de l'âge du bronze ancien et moyen et des groupes de cimetières de l'âge du bronze moyen à tardif, y compris un groupe de tumulus d'élite. La notoriété du site tient à la découverte de véhicules à roues en bois bien conservés provenant des tombes de l'âge du bronze tardif, qui ont émergé après la baisse du niveau des eaux du lac Sevan. 
Le site comprend enfin une forteresse de l'âge du fer avec une inscription rupestre cunéiforme urartéenne du roi Argishti Ier du VIIIe siècle av. J.-C..